# San Xil
San Xil en galicien (nom officiel), ou San Gil en espagnol (Saint Gilles en français), est la localité unique de la parroquia de San Xil de Carballo dans le municipio de Samos, comarque de Sarria, province de Lugo, communauté autonome de Galice, au nord-ouest de l'Espagne.
Cette localité est une halte de l'une des deux variantes pédestres du Camino francés du Pèlerinage de Saint-Jacques-de-Compostelle, à l'embranchement précédent de Triacastela, en se rendant à Sarria.

## Patrimoine et culture

### Pèlerinage de Compostelle
Par l'un des deux variantes pédestres du Camino francés du Pèlerinage de Saint-Jacques-de-Compostelle, le chemin vient d'A Balsa dans le municipio voisin de Triacastela.
La prochaine localité traversée est Montán, dans le même municipio de Samos, après avoir franchi l'Alto de Riocabo.

## Sources et références
- (fr) Grégoire, J.-Y. & Laborde-Balen, L. , « Le Chemin de Saint-Jacques en Espagne - De Saint-Jean-Pied-de-Port à Compostelle - Guide pratique du pèlerin », Rando Éditions, mars 2006,  (ISBN 2-84182-224-9)
- (fr)« Camino de Santiago  St-Jean-Pied-de-Port - Santiago de Compostela », Michelin et Cie, Manufacture Française des Pneumatiques Michelin, Paris, 2009,  (ISBN 978-2-06-714805-5)
- (fr)« Le Chemin de Saint-Jacques Carte Routière », Junta de Castilla y León, Editorial